# Donald Newhouse
Donald Newhouse (* 1930 in New York City) ist ein US-amerikanischer Unternehmer und Eigentümer des Verlages Advance Publications.

## Leben
Newhouse entstammt einer jüdischen Familie. Sein Vater war der Verleger Samuel Irving Newhouse, Sr., der den Verlag Advance Publications gründete und später das Condé Nast-Verlagshaus erwarb. Sein Bruder war der Verleger Samuel Newhouse, Jr.
Donald Newhouse war bis zu deren Tod mit Susan Newhouse (geborene Cooper Marley, 1935–2015) verheiratet und hat drei Kinder.
Laut Forbes wird Newhouses Privatvermögen im März 2022 mit 14,4 Milliarden US-Dollar angegeben.